# Кішша тема
Те́ма Кішша — тема в шаховій композиції ортодоксального жанру. Суть теми — циклічна переміна функцій ходів білих фігур (вступний і матуючі ходи) у, що найменше, двох фазах на одні і ті ж захисти  чорних. 

## Історія
Цю ідею запропонував у 1983 році словацький шаховий композитор Іван Кішш (31.12.1963).
Для вираження теми повинно бути, як мінімум, дві фази — хибний хід білих з тематичними захистами чорних, і ці ж захисти повинні бути в наступній фазі, або в рішенні задачі. У фазах проходить чергування зміни функцій ходів білих фігур за принципом: перша фаза — хибний вступний хід «A» і на два різні захисти чорних виникають мати «B» і «С», а в другій фазі проходить переміна функцій ходів білих фігур так, що вступний хід тепер є «B», матуючий хід на перший захист тепер є «C», той що був у попередній фазі на другий захист, і відповідно на другий захист тепер є матуючий хід «A», що був у попередній фазі вступним.
Ідея дістала назву — тема Кішша.
Повний цикл у трьох фазах з двома тематичними захистами чорних і двофазний цикл з трьома тематичними захистами чорних реалізовано в ортодоксальній двоходівці лише у формі близнюків.
Алгоритм вираження теми:
1. A?
1. ... b 2. B #
1. ... c 2. C #, 1. ... !
1. B!
1. ... b 2. C #
1. ... c 2. A #
|   | a | b | c | d | e | f | g | h |   |
| 8 | d7 білий слон · g7 білий король · d6 чорний пішак · e6 білий пішак · h6 чорний кінь · d5 чорний король · f5 чорний слон · g5 чорний слон · h5 біла тура · b4 білий пішак · d4 білий слон · f4 білий пішак · g4 білий кінь · c3 білий пішак · g3 біла тура · d2 білий кінь · d1 чорний кінь · g1 чорна тура · h1 чорний ферзь | d7 білий слон · g7 білий король · d6 чорний пішак · e6 білий пішак · h6 чорний кінь · d5 чорний король · f5 чорний слон · g5 чорний слон · h5 біла тура · b4 білий пішак · d4 білий слон · f4 білий пішак · g4 білий кінь · c3 білий пішак · g3 біла тура · d2 білий кінь · d1 чорний кінь · g1 чорна тура · h1 чорний ферзь | d7 білий слон · g7 білий король · d6 чорний пішак · e6 білий пішак · h6 чорний кінь · d5 чорний король · f5 чорний слон · g5 чорний слон · h5 біла тура · b4 білий пішак · d4 білий слон · f4 білий пішак · g4 білий кінь · c3 білий пішак · g3 біла тура · d2 білий кінь · d1 чорний кінь · g1 чорна тура · h1 чорний ферзь | d7 білий слон · g7 білий король · d6 чорний пішак · e6 білий пішак · h6 чорний кінь · d5 чорний король · f5 чорний слон · g5 чорний слон · h5 біла тура · b4 білий пішак · d4 білий слон · f4 білий пішак · g4 білий кінь · c3 білий пішак · g3 біла тура · d2 білий кінь · d1 чорний кінь · g1 чорна тура · h1 чорний ферзь | d7 білий слон · g7 білий король · d6 чорний пішак · e6 білий пішак · h6 чорний кінь · d5 чорний король · f5 чорний слон · g5 чорний слон · h5 біла тура · b4 білий пішак · d4 білий слон · f4 білий пішак · g4 білий кінь · c3 білий пішак · g3 біла тура · d2 білий кінь · d1 чорний кінь · g1 чорна тура · h1 чорний ферзь | d7 білий слон · g7 білий король · d6 чорний пішак · e6 білий пішак · h6 чорний кінь · d5 чорний король · f5 чорний слон · g5 чорний слон · h5 біла тура · b4 білий пішак · d4 білий слон · f4 білий пішак · g4 білий кінь · c3 білий пішак · g3 біла тура · d2 білий кінь · d1 чорний кінь · g1 чорна тура · h1 чорний ферзь | d7 білий слон · g7 білий король · d6 чорний пішак · e6 білий пішак · h6 чорний кінь · d5 чорний король · f5 чорний слон · g5 чорний слон · h5 біла тура · b4 білий пішак · d4 білий слон · f4 білий пішак · g4 білий кінь · c3 білий пішак · g3 біла тура · d2 білий кінь · d1 чорний кінь · g1 чорна тура · h1 чорний ферзь | d7 білий слон · g7 білий король · d6 чорний пішак · e6 білий пішак · h6 чорний кінь · d5 чорний король · f5 чорний слон · g5 чорний слон · h5 біла тура · b4 білий пішак · d4 білий слон · f4 білий пішак · g4 білий кінь · c3 білий пішак · g3 біла тура · d2 білий кінь · d1 чорний кінь · g1 чорна тура · h1 чорний ферзь | 8 |
| 7 | d7 білий слон · g7 білий король · d6 чорний пішак · e6 білий пішак · h6 чорний кінь · d5 чорний король · f5 чорний слон · g5 чорний слон · h5 біла тура · b4 білий пішак · d4 білий слон · f4 білий пішак · g4 білий кінь · c3 білий пішак · g3 біла тура · d2 білий кінь · d1 чорний кінь · g1 чорна тура · h1 чорний ферзь | d7 білий слон · g7 білий король · d6 чорний пішак · e6 білий пішак · h6 чорний кінь · d5 чорний король · f5 чорний слон · g5 чорний слон · h5 біла тура · b4 білий пішак · d4 білий слон · f4 білий пішак · g4 білий кінь · c3 білий пішак · g3 біла тура · d2 білий кінь · d1 чорний кінь · g1 чорна тура · h1 чорний ферзь | d7 білий слон · g7 білий король · d6 чорний пішак · e6 білий пішак · h6 чорний кінь · d5 чорний король · f5 чорний слон · g5 чорний слон · h5 біла тура · b4 білий пішак · d4 білий слон · f4 білий пішак · g4 білий кінь · c3 білий пішак · g3 біла тура · d2 білий кінь · d1 чорний кінь · g1 чорна тура · h1 чорний ферзь | d7 білий слон · g7 білий король · d6 чорний пішак · e6 білий пішак · h6 чорний кінь · d5 чорний король · f5 чорний слон · g5 чорний слон · h5 біла тура · b4 білий пішак · d4 білий слон · f4 білий пішак · g4 білий кінь · c3 білий пішак · g3 біла тура · d2 білий кінь · d1 чорний кінь · g1 чорна тура · h1 чорний ферзь | d7 білий слон · g7 білий король · d6 чорний пішак · e6 білий пішак · h6 чорний кінь · d5 чорний король · f5 чорний слон · g5 чорний слон · h5 біла тура · b4 білий пішак · d4 білий слон · f4 білий пішак · g4 білий кінь · c3 білий пішак · g3 біла тура · d2 білий кінь · d1 чорний кінь · g1 чорна тура · h1 чорний ферзь | d7 білий слон · g7 білий король · d6 чорний пішак · e6 білий пішак · h6 чорний кінь · d5 чорний король · f5 чорний слон · g5 чорний слон · h5 біла тура · b4 білий пішак · d4 білий слон · f4 білий пішак · g4 білий кінь · c3 білий пішак · g3 біла тура · d2 білий кінь · d1 чорний кінь · g1 чорна тура · h1 чорний ферзь | d7 білий слон · g7 білий король · d6 чорний пішак · e6 білий пішак · h6 чорний кінь · d5 чорний король · f5 чорний слон · g5 чорний слон · h5 біла тура · b4 білий пішак · d4 білий слон · f4 білий пішак · g4 білий кінь · c3 білий пішак · g3 біла тура · d2 білий кінь · d1 чорний кінь · g1 чорна тура · h1 чорний ферзь | d7 білий слон · g7 білий король · d6 чорний пішак · e6 білий пішак · h6 чорний кінь · d5 чорний король · f5 чорний слон · g5 чорний слон · h5 біла тура · b4 білий пішак · d4 білий слон · f4 білий пішак · g4 білий кінь · c3 білий пішак · g3 біла тура · d2 білий кінь · d1 чорний кінь · g1 чорна тура · h1 чорний ферзь | 7 |
| 6 | d7 білий слон · g7 білий король · d6 чорний пішак · e6 білий пішак · h6 чорний кінь · d5 чорний король · f5 чорний слон · g5 чорний слон · h5 біла тура · b4 білий пішак · d4 білий слон · f4 білий пішак · g4 білий кінь · c3 білий пішак · g3 біла тура · d2 білий кінь · d1 чорний кінь · g1 чорна тура · h1 чорний ферзь | d7 білий слон · g7 білий король · d6 чорний пішак · e6 білий пішак · h6 чорний кінь · d5 чорний король · f5 чорний слон · g5 чорний слон · h5 біла тура · b4 білий пішак · d4 білий слон · f4 білий пішак · g4 білий кінь · c3 білий пішак · g3 біла тура · d2 білий кінь · d1 чорний кінь · g1 чорна тура · h1 чорний ферзь | d7 білий слон · g7 білий король · d6 чорний пішак · e6 білий пішак · h6 чорний кінь · d5 чорний король · f5 чорний слон · g5 чорний слон · h5 біла тура · b4 білий пішак · d4 білий слон · f4 білий пішак · g4 білий кінь · c3 білий пішак · g3 біла тура · d2 білий кінь · d1 чорний кінь · g1 чорна тура · h1 чорний ферзь | d7 білий слон · g7 білий король · d6 чорний пішак · e6 білий пішак · h6 чорний кінь · d5 чорний король · f5 чорний слон · g5 чорний слон · h5 біла тура · b4 білий пішак · d4 білий слон · f4 білий пішак · g4 білий кінь · c3 білий пішак · g3 біла тура · d2 білий кінь · d1 чорний кінь · g1 чорна тура · h1 чорний ферзь | d7 білий слон · g7 білий король · d6 чорний пішак · e6 білий пішак · h6 чорний кінь · d5 чорний король · f5 чорний слон · g5 чорний слон · h5 біла тура · b4 білий пішак · d4 білий слон · f4 білий пішак · g4 білий кінь · c3 білий пішак · g3 біла тура · d2 білий кінь · d1 чорний кінь · g1 чорна тура · h1 чорний ферзь | d7 білий слон · g7 білий король · d6 чорний пішак · e6 білий пішак · h6 чорний кінь · d5 чорний король · f5 чорний слон · g5 чорний слон · h5 біла тура · b4 білий пішак · d4 білий слон · f4 білий пішак · g4 білий кінь · c3 білий пішак · g3 біла тура · d2 білий кінь · d1 чорний кінь · g1 чорна тура · h1 чорний ферзь | d7 білий слон · g7 білий король · d6 чорний пішак · e6 білий пішак · h6 чорний кінь · d5 чорний король · f5 чорний слон · g5 чорний слон · h5 біла тура · b4 білий пішак · d4 білий слон · f4 білий пішак · g4 білий кінь · c3 білий пішак · g3 біла тура · d2 білий кінь · d1 чорний кінь · g1 чорна тура · h1 чорний ферзь | d7 білий слон · g7 білий король · d6 чорний пішак · e6 білий пішак · h6 чорний кінь · d5 чорний король · f5 чорний слон · g5 чорний слон · h5 біла тура · b4 білий пішак · d4 білий слон · f4 білий пішак · g4 білий кінь · c3 білий пішак · g3 біла тура · d2 білий кінь · d1 чорний кінь · g1 чорна тура · h1 чорний ферзь | 6 |
| 5 | d7 білий слон · g7 білий король · d6 чорний пішак · e6 білий пішак · h6 чорний кінь · d5 чорний король · f5 чорний слон · g5 чорний слон · h5 біла тура · b4 білий пішак · d4 білий слон · f4 білий пішак · g4 білий кінь · c3 білий пішак · g3 біла тура · d2 білий кінь · d1 чорний кінь · g1 чорна тура · h1 чорний ферзь | d7 білий слон · g7 білий король · d6 чорний пішак · e6 білий пішак · h6 чорний кінь · d5 чорний король · f5 чорний слон · g5 чорний слон · h5 біла тура · b4 білий пішак · d4 білий слон · f4 білий пішак · g4 білий кінь · c3 білий пішак · g3 біла тура · d2 білий кінь · d1 чорний кінь · g1 чорна тура · h1 чорний ферзь | d7 білий слон · g7 білий король · d6 чорний пішак · e6 білий пішак · h6 чорний кінь · d5 чорний король · f5 чорний слон · g5 чорний слон · h5 біла тура · b4 білий пішак · d4 білий слон · f4 білий пішак · g4 білий кінь · c3 білий пішак · g3 біла тура · d2 білий кінь · d1 чорний кінь · g1 чорна тура · h1 чорний ферзь | d7 білий слон · g7 білий король · d6 чорний пішак · e6 білий пішак · h6 чорний кінь · d5 чорний король · f5 чорний слон · g5 чорний слон · h5 біла тура · b4 білий пішак · d4 білий слон · f4 білий пішак · g4 білий кінь · c3 білий пішак · g3 біла тура · d2 білий кінь · d1 чорний кінь · g1 чорна тура · h1 чорний ферзь | d7 білий слон · g7 білий король · d6 чорний пішак · e6 білий пішак · h6 чорний кінь · d5 чорний король · f5 чорний слон · g5 чорний слон · h5 біла тура · b4 білий пішак · d4 білий слон · f4 білий пішак · g4 білий кінь · c3 білий пішак · g3 біла тура · d2 білий кінь · d1 чорний кінь · g1 чорна тура · h1 чорний ферзь | d7 білий слон · g7 білий король · d6 чорний пішак · e6 білий пішак · h6 чорний кінь · d5 чорний король · f5 чорний слон · g5 чорний слон · h5 біла тура · b4 білий пішак · d4 білий слон · f4 білий пішак · g4 білий кінь · c3 білий пішак · g3 біла тура · d2 білий кінь · d1 чорний кінь · g1 чорна тура · h1 чорний ферзь | d7 білий слон · g7 білий король · d6 чорний пішак · e6 білий пішак · h6 чорний кінь · d5 чорний король · f5 чорний слон · g5 чорний слон · h5 біла тура · b4 білий пішак · d4 білий слон · f4 білий пішак · g4 білий кінь · c3 білий пішак · g3 біла тура · d2 білий кінь · d1 чорний кінь · g1 чорна тура · h1 чорний ферзь | d7 білий слон · g7 білий король · d6 чорний пішак · e6 білий пішак · h6 чорний кінь · d5 чорний король · f5 чорний слон · g5 чорний слон · h5 біла тура · b4 білий пішак · d4 білий слон · f4 білий пішак · g4 білий кінь · c3 білий пішак · g3 біла тура · d2 білий кінь · d1 чорний кінь · g1 чорна тура · h1 чорний ферзь | 5 |
| 4 | d7 білий слон · g7 білий король · d6 чорний пішак · e6 білий пішак · h6 чорний кінь · d5 чорний король · f5 чорний слон · g5 чорний слон · h5 біла тура · b4 білий пішак · d4 білий слон · f4 білий пішак · g4 білий кінь · c3 білий пішак · g3 біла тура · d2 білий кінь · d1 чорний кінь · g1 чорна тура · h1 чорний ферзь | d7 білий слон · g7 білий король · d6 чорний пішак · e6 білий пішак · h6 чорний кінь · d5 чорний король · f5 чорний слон · g5 чорний слон · h5 біла тура · b4 білий пішак · d4 білий слон · f4 білий пішак · g4 білий кінь · c3 білий пішак · g3 біла тура · d2 білий кінь · d1 чорний кінь · g1 чорна тура · h1 чорний ферзь | d7 білий слон · g7 білий король · d6 чорний пішак · e6 білий пішак · h6 чорний кінь · d5 чорний король · f5 чорний слон · g5 чорний слон · h5 біла тура · b4 білий пішак · d4 білий слон · f4 білий пішак · g4 білий кінь · c3 білий пішак · g3 біла тура · d2 білий кінь · d1 чорний кінь · g1 чорна тура · h1 чорний ферзь | d7 білий слон · g7 білий король · d6 чорний пішак · e6 білий пішак · h6 чорний кінь · d5 чорний король · f5 чорний слон · g5 чорний слон · h5 біла тура · b4 білий пішак · d4 білий слон · f4 білий пішак · g4 білий кінь · c3 білий пішак · g3 біла тура · d2 білий кінь · d1 чорний кінь · g1 чорна тура · h1 чорний ферзь | d7 білий слон · g7 білий король · d6 чорний пішак · e6 білий пішак · h6 чорний кінь · d5 чорний король · f5 чорний слон · g5 чорний слон · h5 біла тура · b4 білий пішак · d4 білий слон · f4 білий пішак · g4 білий кінь · c3 білий пішак · g3 біла тура · d2 білий кінь · d1 чорний кінь · g1 чорна тура · h1 чорний ферзь | d7 білий слон · g7 білий король · d6 чорний пішак · e6 білий пішак · h6 чорний кінь · d5 чорний король · f5 чорний слон · g5 чорний слон · h5 біла тура · b4 білий пішак · d4 білий слон · f4 білий пішак · g4 білий кінь · c3 білий пішак · g3 біла тура · d2 білий кінь · d1 чорний кінь · g1 чорна тура · h1 чорний ферзь | d7 білий слон · g7 білий король · d6 чорний пішак · e6 білий пішак · h6 чорний кінь · d5 чорний король · f5 чорний слон · g5 чорний слон · h5 біла тура · b4 білий пішак · d4 білий слон · f4 білий пішак · g4 білий кінь · c3 білий пішак · g3 біла тура · d2 білий кінь · d1 чорний кінь · g1 чорна тура · h1 чорний ферзь | d7 білий слон · g7 білий король · d6 чорний пішак · e6 білий пішак · h6 чорний кінь · d5 чорний король · f5 чорний слон · g5 чорний слон · h5 біла тура · b4 білий пішак · d4 білий слон · f4 білий пішак · g4 білий кінь · c3 білий пішак · g3 біла тура · d2 білий кінь · d1 чорний кінь · g1 чорна тура · h1 чорний ферзь | 4 |
| 3 | d7 білий слон · g7 білий король · d6 чорний пішак · e6 білий пішак · h6 чорний кінь · d5 чорний король · f5 чорний слон · g5 чорний слон · h5 біла тура · b4 білий пішак · d4 білий слон · f4 білий пішак · g4 білий кінь · c3 білий пішак · g3 біла тура · d2 білий кінь · d1 чорний кінь · g1 чорна тура · h1 чорний ферзь | d7 білий слон · g7 білий король · d6 чорний пішак · e6 білий пішак · h6 чорний кінь · d5 чорний король · f5 чорний слон · g5 чорний слон · h5 біла тура · b4 білий пішак · d4 білий слон · f4 білий пішак · g4 білий кінь · c3 білий пішак · g3 біла тура · d2 білий кінь · d1 чорний кінь · g1 чорна тура · h1 чорний ферзь | d7 білий слон · g7 білий король · d6 чорний пішак · e6 білий пішак · h6 чорний кінь · d5 чорний король · f5 чорний слон · g5 чорний слон · h5 біла тура · b4 білий пішак · d4 білий слон · f4 білий пішак · g4 білий кінь · c3 білий пішак · g3 біла тура · d2 білий кінь · d1 чорний кінь · g1 чорна тура · h1 чорний ферзь | d7 білий слон · g7 білий король · d6 чорний пішак · e6 білий пішак · h6 чорний кінь · d5 чорний король · f5 чорний слон · g5 чорний слон · h5 біла тура · b4 білий пішак · d4 білий слон · f4 білий пішак · g4 білий кінь · c3 білий пішак · g3 біла тура · d2 білий кінь · d1 чорний кінь · g1 чорна тура · h1 чорний ферзь | d7 білий слон · g7 білий король · d6 чорний пішак · e6 білий пішак · h6 чорний кінь · d5 чорний король · f5 чорний слон · g5 чорний слон · h5 біла тура · b4 білий пішак · d4 білий слон · f4 білий пішак · g4 білий кінь · c3 білий пішак · g3 біла тура · d2 білий кінь · d1 чорний кінь · g1 чорна тура · h1 чорний ферзь | d7 білий слон · g7 білий король · d6 чорний пішак · e6 білий пішак · h6 чорний кінь · d5 чорний король · f5 чорний слон · g5 чорний слон · h5 біла тура · b4 білий пішак · d4 білий слон · f4 білий пішак · g4 білий кінь · c3 білий пішак · g3 біла тура · d2 білий кінь · d1 чорний кінь · g1 чорна тура · h1 чорний ферзь | d7 білий слон · g7 білий король · d6 чорний пішак · e6 білий пішак · h6 чорний кінь · d5 чорний король · f5 чорний слон · g5 чорний слон · h5 біла тура · b4 білий пішак · d4 білий слон · f4 білий пішак · g4 білий кінь · c3 білий пішак · g3 біла тура · d2 білий кінь · d1 чорний кінь · g1 чорна тура · h1 чорний ферзь | d7 білий слон · g7 білий король · d6 чорний пішак · e6 білий пішак · h6 чорний кінь · d5 чорний король · f5 чорний слон · g5 чорний слон · h5 біла тура · b4 білий пішак · d4 білий слон · f4 білий пішак · g4 білий кінь · c3 білий пішак · g3 біла тура · d2 білий кінь · d1 чорний кінь · g1 чорна тура · h1 чорний ферзь | 3 |
| 2 | d7 білий слон · g7 білий король · d6 чорний пішак · e6 білий пішак · h6 чорний кінь · d5 чорний король · f5 чорний слон · g5 чорний слон · h5 біла тура · b4 білий пішак · d4 білий слон · f4 білий пішак · g4 білий кінь · c3 білий пішак · g3 біла тура · d2 білий кінь · d1 чорний кінь · g1 чорна тура · h1 чорний ферзь | d7 білий слон · g7 білий король · d6 чорний пішак · e6 білий пішак · h6 чорний кінь · d5 чорний король · f5 чорний слон · g5 чорний слон · h5 біла тура · b4 білий пішак · d4 білий слон · f4 білий пішак · g4 білий кінь · c3 білий пішак · g3 біла тура · d2 білий кінь · d1 чорний кінь · g1 чорна тура · h1 чорний ферзь | d7 білий слон · g7 білий король · d6 чорний пішак · e6 білий пішак · h6 чорний кінь · d5 чорний король · f5 чорний слон · g5 чорний слон · h5 біла тура · b4 білий пішак · d4 білий слон · f4 білий пішак · g4 білий кінь · c3 білий пішак · g3 біла тура · d2 білий кінь · d1 чорний кінь · g1 чорна тура · h1 чорний ферзь | d7 білий слон · g7 білий король · d6 чорний пішак · e6 білий пішак · h6 чорний кінь · d5 чорний король · f5 чорний слон · g5 чорний слон · h5 біла тура · b4 білий пішак · d4 білий слон · f4 білий пішак · g4 білий кінь · c3 білий пішак · g3 біла тура · d2 білий кінь · d1 чорний кінь · g1 чорна тура · h1 чорний ферзь | d7 білий слон · g7 білий король · d6 чорний пішак · e6 білий пішак · h6 чорний кінь · d5 чорний король · f5 чорний слон · g5 чорний слон · h5 біла тура · b4 білий пішак · d4 білий слон · f4 білий пішак · g4 білий кінь · c3 білий пішак · g3 біла тура · d2 білий кінь · d1 чорний кінь · g1 чорна тура · h1 чорний ферзь | d7 білий слон · g7 білий король · d6 чорний пішак · e6 білий пішак · h6 чорний кінь · d5 чорний король · f5 чорний слон · g5 чорний слон · h5 біла тура · b4 білий пішак · d4 білий слон · f4 білий пішак · g4 білий кінь · c3 білий пішак · g3 біла тура · d2 білий кінь · d1 чорний кінь · g1 чорна тура · h1 чорний ферзь | d7 білий слон · g7 білий король · d6 чорний пішак · e6 білий пішак · h6 чорний кінь · d5 чорний король · f5 чорний слон · g5 чорний слон · h5 біла тура · b4 білий пішак · d4 білий слон · f4 білий пішак · g4 білий кінь · c3 білий пішак · g3 біла тура · d2 білий кінь · d1 чорний кінь · g1 чорна тура · h1 чорний ферзь | d7 білий слон · g7 білий король · d6 чорний пішак · e6 білий пішак · h6 чорний кінь · d5 чорний король · f5 чорний слон · g5 чорний слон · h5 біла тура · b4 білий пішак · d4 білий слон · f4 білий пішак · g4 білий кінь · c3 білий пішак · g3 біла тура · d2 білий кінь · d1 чорний кінь · g1 чорна тура · h1 чорний ферзь | 2 |
| 1 | d7 білий слон · g7 білий король · d6 чорний пішак · e6 білий пішак · h6 чорний кінь · d5 чорний король · f5 чорний слон · g5 чорний слон · h5 біла тура · b4 білий пішак · d4 білий слон · f4 білий пішак · g4 білий кінь · c3 білий пішак · g3 біла тура · d2 білий кінь · d1 чорний кінь · g1 чорна тура · h1 чорний ферзь | d7 білий слон · g7 білий король · d6 чорний пішак · e6 білий пішак · h6 чорний кінь · d5 чорний король · f5 чорний слон · g5 чорний слон · h5 біла тура · b4 білий пішак · d4 білий слон · f4 білий пішак · g4 білий кінь · c3 білий пішак · g3 біла тура · d2 білий кінь · d1 чорний кінь · g1 чорна тура · h1 чорний ферзь | d7 білий слон · g7 білий король · d6 чорний пішак · e6 білий пішак · h6 чорний кінь · d5 чорний король · f5 чорний слон · g5 чорний слон · h5 біла тура · b4 білий пішак · d4 білий слон · f4 білий пішак · g4 білий кінь · c3 білий пішак · g3 біла тура · d2 білий кінь · d1 чорний кінь · g1 чорна тура · h1 чорний ферзь | d7 білий слон · g7 білий король · d6 чорний пішак · e6 білий пішак · h6 чорний кінь · d5 чорний король · f5 чорний слон · g5 чорний слон · h5 біла тура · b4 білий пішак · d4 білий слон · f4 білий пішак · g4 білий кінь · c3 білий пішак · g3 біла тура · d2 білий кінь · d1 чорний кінь · g1 чорна тура · h1 чорний ферзь | d7 білий слон · g7 білий король · d6 чорний пішак · e6 білий пішак · h6 чорний кінь · d5 чорний король · f5 чорний слон · g5 чорний слон · h5 біла тура · b4 білий пішак · d4 білий слон · f4 білий пішак · g4 білий кінь · c3 білий пішак · g3 біла тура · d2 білий кінь · d1 чорний кінь · g1 чорна тура · h1 чорний ферзь | d7 білий слон · g7 білий король · d6 чорний пішак · e6 білий пішак · h6 чорний кінь · d5 чорний король · f5 чорний слон · g5 чорний слон · h5 біла тура · b4 білий пішак · d4 білий слон · f4 білий пішак · g4 білий кінь · c3 білий пішак · g3 біла тура · d2 білий кінь · d1 чорний кінь · g1 чорна тура · h1 чорний ферзь | d7 білий слон · g7 білий король · d6 чорний пішак · e6 білий пішак · h6 чорний кінь · d5 чорний король · f5 чорний слон · g5 чорний слон · h5 біла тура · b4 білий пішак · d4 білий слон · f4 білий пішак · g4 білий кінь · c3 білий пішак · g3 біла тура · d2 білий кінь · d1 чорний кінь · g1 чорна тура · h1 чорний ферзь | d7 білий слон · g7 білий король · d6 чорний пішак · e6 білий пішак · h6 чорний кінь · d5 чорний король · f5 чорний слон · g5 чорний слон · h5 біла тура · b4 білий пішак · d4 білий слон · f4 білий пішак · g4 білий кінь · c3 білий пішак · g3 біла тура · d2 білий кінь · d1 чорний кінь · g1 чорна тура · h1 чорний ферзь | 1 |
|   | a | b | c | d | e | f | g | h |   |

1. Lf6? A ~ 2. c4#
1. ... Ld3 b 2. Td3# B
1. ... Lf6  c 2. Sf6# C, 1. ... De4!
1. Td3! B ~ 2. c4#
1. ... Ld3 b 2. Sf6# C
1. ... Lf6  c 2. Lf6# A
|   | a | b | c | d | e | f | g | h |   |
| 8 | g8 білий ферзь · b7 біла тура · d7 чорний слон · f7 білий кінь · g7 білий кінь · c6 чорний пішак · f6 чорний король · c5 білий пішак · e5 чорний пішак · f5 білий пішак · h5 білий пішак · e4 білий слон · b3 біла тура · a2 білий король | g8 білий ферзь · b7 біла тура · d7 чорний слон · f7 білий кінь · g7 білий кінь · c6 чорний пішак · f6 чорний король · c5 білий пішак · e5 чорний пішак · f5 білий пішак · h5 білий пішак · e4 білий слон · b3 біла тура · a2 білий король | g8 білий ферзь · b7 біла тура · d7 чорний слон · f7 білий кінь · g7 білий кінь · c6 чорний пішак · f6 чорний король · c5 білий пішак · e5 чорний пішак · f5 білий пішак · h5 білий пішак · e4 білий слон · b3 біла тура · a2 білий король | g8 білий ферзь · b7 біла тура · d7 чорний слон · f7 білий кінь · g7 білий кінь · c6 чорний пішак · f6 чорний король · c5 білий пішак · e5 чорний пішак · f5 білий пішак · h5 білий пішак · e4 білий слон · b3 біла тура · a2 білий король | g8 білий ферзь · b7 біла тура · d7 чорний слон · f7 білий кінь · g7 білий кінь · c6 чорний пішак · f6 чорний король · c5 білий пішак · e5 чорний пішак · f5 білий пішак · h5 білий пішак · e4 білий слон · b3 біла тура · a2 білий король | g8 білий ферзь · b7 біла тура · d7 чорний слон · f7 білий кінь · g7 білий кінь · c6 чорний пішак · f6 чорний король · c5 білий пішак · e5 чорний пішак · f5 білий пішак · h5 білий пішак · e4 білий слон · b3 біла тура · a2 білий король | g8 білий ферзь · b7 біла тура · d7 чорний слон · f7 білий кінь · g7 білий кінь · c6 чорний пішак · f6 чорний король · c5 білий пішак · e5 чорний пішак · f5 білий пішак · h5 білий пішак · e4 білий слон · b3 біла тура · a2 білий король | g8 білий ферзь · b7 біла тура · d7 чорний слон · f7 білий кінь · g7 білий кінь · c6 чорний пішак · f6 чорний король · c5 білий пішак · e5 чорний пішак · f5 білий пішак · h5 білий пішак · e4 білий слон · b3 біла тура · a2 білий король | 8 |
| 7 | g8 білий ферзь · b7 біла тура · d7 чорний слон · f7 білий кінь · g7 білий кінь · c6 чорний пішак · f6 чорний король · c5 білий пішак · e5 чорний пішак · f5 білий пішак · h5 білий пішак · e4 білий слон · b3 біла тура · a2 білий король | g8 білий ферзь · b7 біла тура · d7 чорний слон · f7 білий кінь · g7 білий кінь · c6 чорний пішак · f6 чорний король · c5 білий пішак · e5 чорний пішак · f5 білий пішак · h5 білий пішак · e4 білий слон · b3 біла тура · a2 білий король | g8 білий ферзь · b7 біла тура · d7 чорний слон · f7 білий кінь · g7 білий кінь · c6 чорний пішак · f6 чорний король · c5 білий пішак · e5 чорний пішак · f5 білий пішак · h5 білий пішак · e4 білий слон · b3 біла тура · a2 білий король | g8 білий ферзь · b7 біла тура · d7 чорний слон · f7 білий кінь · g7 білий кінь · c6 чорний пішак · f6 чорний король · c5 білий пішак · e5 чорний пішак · f5 білий пішак · h5 білий пішак · e4 білий слон · b3 біла тура · a2 білий король | g8 білий ферзь · b7 біла тура · d7 чорний слон · f7 білий кінь · g7 білий кінь · c6 чорний пішак · f6 чорний король · c5 білий пішак · e5 чорний пішак · f5 білий пішак · h5 білий пішак · e4 білий слон · b3 біла тура · a2 білий король | g8 білий ферзь · b7 біла тура · d7 чорний слон · f7 білий кінь · g7 білий кінь · c6 чорний пішак · f6 чорний король · c5 білий пішак · e5 чорний пішак · f5 білий пішак · h5 білий пішак · e4 білий слон · b3 біла тура · a2 білий король | g8 білий ферзь · b7 біла тура · d7 чорний слон · f7 білий кінь · g7 білий кінь · c6 чорний пішак · f6 чорний король · c5 білий пішак · e5 чорний пішак · f5 білий пішак · h5 білий пішак · e4 білий слон · b3 біла тура · a2 білий король | g8 білий ферзь · b7 біла тура · d7 чорний слон · f7 білий кінь · g7 білий кінь · c6 чорний пішак · f6 чорний король · c5 білий пішак · e5 чорний пішак · f5 білий пішак · h5 білий пішак · e4 білий слон · b3 біла тура · a2 білий король | 7 |
| 6 | g8 білий ферзь · b7 біла тура · d7 чорний слон · f7 білий кінь · g7 білий кінь · c6 чорний пішак · f6 чорний король · c5 білий пішак · e5 чорний пішак · f5 білий пішак · h5 білий пішак · e4 білий слон · b3 біла тура · a2 білий король | g8 білий ферзь · b7 біла тура · d7 чорний слон · f7 білий кінь · g7 білий кінь · c6 чорний пішак · f6 чорний король · c5 білий пішак · e5 чорний пішак · f5 білий пішак · h5 білий пішак · e4 білий слон · b3 біла тура · a2 білий король | g8 білий ферзь · b7 біла тура · d7 чорний слон · f7 білий кінь · g7 білий кінь · c6 чорний пішак · f6 чорний король · c5 білий пішак · e5 чорний пішак · f5 білий пішак · h5 білий пішак · e4 білий слон · b3 біла тура · a2 білий король | g8 білий ферзь · b7 біла тура · d7 чорний слон · f7 білий кінь · g7 білий кінь · c6 чорний пішак · f6 чорний король · c5 білий пішак · e5 чорний пішак · f5 білий пішак · h5 білий пішак · e4 білий слон · b3 біла тура · a2 білий король | g8 білий ферзь · b7 біла тура · d7 чорний слон · f7 білий кінь · g7 білий кінь · c6 чорний пішак · f6 чорний король · c5 білий пішак · e5 чорний пішак · f5 білий пішак · h5 білий пішак · e4 білий слон · b3 біла тура · a2 білий король | g8 білий ферзь · b7 біла тура · d7 чорний слон · f7 білий кінь · g7 білий кінь · c6 чорний пішак · f6 чорний король · c5 білий пішак · e5 чорний пішак · f5 білий пішак · h5 білий пішак · e4 білий слон · b3 біла тура · a2 білий король | g8 білий ферзь · b7 біла тура · d7 чорний слон · f7 білий кінь · g7 білий кінь · c6 чорний пішак · f6 чорний король · c5 білий пішак · e5 чорний пішак · f5 білий пішак · h5 білий пішак · e4 білий слон · b3 біла тура · a2 білий король | g8 білий ферзь · b7 біла тура · d7 чорний слон · f7 білий кінь · g7 білий кінь · c6 чорний пішак · f6 чорний король · c5 білий пішак · e5 чорний пішак · f5 білий пішак · h5 білий пішак · e4 білий слон · b3 біла тура · a2 білий король | 6 |
| 5 | g8 білий ферзь · b7 біла тура · d7 чорний слон · f7 білий кінь · g7 білий кінь · c6 чорний пішак · f6 чорний король · c5 білий пішак · e5 чорний пішак · f5 білий пішак · h5 білий пішак · e4 білий слон · b3 біла тура · a2 білий король | g8 білий ферзь · b7 біла тура · d7 чорний слон · f7 білий кінь · g7 білий кінь · c6 чорний пішак · f6 чорний король · c5 білий пішак · e5 чорний пішак · f5 білий пішак · h5 білий пішак · e4 білий слон · b3 біла тура · a2 білий король | g8 білий ферзь · b7 біла тура · d7 чорний слон · f7 білий кінь · g7 білий кінь · c6 чорний пішак · f6 чорний король · c5 білий пішак · e5 чорний пішак · f5 білий пішак · h5 білий пішак · e4 білий слон · b3 біла тура · a2 білий король | g8 білий ферзь · b7 біла тура · d7 чорний слон · f7 білий кінь · g7 білий кінь · c6 чорний пішак · f6 чорний король · c5 білий пішак · e5 чорний пішак · f5 білий пішак · h5 білий пішак · e4 білий слон · b3 біла тура · a2 білий король | g8 білий ферзь · b7 біла тура · d7 чорний слон · f7 білий кінь · g7 білий кінь · c6 чорний пішак · f6 чорний король · c5 білий пішак · e5 чорний пішак · f5 білий пішак · h5 білий пішак · e4 білий слон · b3 біла тура · a2 білий король | g8 білий ферзь · b7 біла тура · d7 чорний слон · f7 білий кінь · g7 білий кінь · c6 чорний пішак · f6 чорний король · c5 білий пішак · e5 чорний пішак · f5 білий пішак · h5 білий пішак · e4 білий слон · b3 біла тура · a2 білий король | g8 білий ферзь · b7 біла тура · d7 чорний слон · f7 білий кінь · g7 білий кінь · c6 чорний пішак · f6 чорний король · c5 білий пішак · e5 чорний пішак · f5 білий пішак · h5 білий пішак · e4 білий слон · b3 біла тура · a2 білий король | g8 білий ферзь · b7 біла тура · d7 чорний слон · f7 білий кінь · g7 білий кінь · c6 чорний пішак · f6 чорний король · c5 білий пішак · e5 чорний пішак · f5 білий пішак · h5 білий пішак · e4 білий слон · b3 біла тура · a2 білий король | 5 |
| 4 | g8 білий ферзь · b7 біла тура · d7 чорний слон · f7 білий кінь · g7 білий кінь · c6 чорний пішак · f6 чорний король · c5 білий пішак · e5 чорний пішак · f5 білий пішак · h5 білий пішак · e4 білий слон · b3 біла тура · a2 білий король | g8 білий ферзь · b7 біла тура · d7 чорний слон · f7 білий кінь · g7 білий кінь · c6 чорний пішак · f6 чорний король · c5 білий пішак · e5 чорний пішак · f5 білий пішак · h5 білий пішак · e4 білий слон · b3 біла тура · a2 білий король | g8 білий ферзь · b7 біла тура · d7 чорний слон · f7 білий кінь · g7 білий кінь · c6 чорний пішак · f6 чорний король · c5 білий пішак · e5 чорний пішак · f5 білий пішак · h5 білий пішак · e4 білий слон · b3 біла тура · a2 білий король | g8 білий ферзь · b7 біла тура · d7 чорний слон · f7 білий кінь · g7 білий кінь · c6 чорний пішак · f6 чорний король · c5 білий пішак · e5 чорний пішак · f5 білий пішак · h5 білий пішак · e4 білий слон · b3 біла тура · a2 білий король | g8 білий ферзь · b7 біла тура · d7 чорний слон · f7 білий кінь · g7 білий кінь · c6 чорний пішак · f6 чорний король · c5 білий пішак · e5 чорний пішак · f5 білий пішак · h5 білий пішак · e4 білий слон · b3 біла тура · a2 білий король | g8 білий ферзь · b7 біла тура · d7 чорний слон · f7 білий кінь · g7 білий кінь · c6 чорний пішак · f6 чорний король · c5 білий пішак · e5 чорний пішак · f5 білий пішак · h5 білий пішак · e4 білий слон · b3 біла тура · a2 білий король | g8 білий ферзь · b7 біла тура · d7 чорний слон · f7 білий кінь · g7 білий кінь · c6 чорний пішак · f6 чорний король · c5 білий пішак · e5 чорний пішак · f5 білий пішак · h5 білий пішак · e4 білий слон · b3 біла тура · a2 білий король | g8 білий ферзь · b7 біла тура · d7 чорний слон · f7 білий кінь · g7 білий кінь · c6 чорний пішак · f6 чорний король · c5 білий пішак · e5 чорний пішак · f5 білий пішак · h5 білий пішак · e4 білий слон · b3 біла тура · a2 білий король | 4 |
| 3 | g8 білий ферзь · b7 біла тура · d7 чорний слон · f7 білий кінь · g7 білий кінь · c6 чорний пішак · f6 чорний король · c5 білий пішак · e5 чорний пішак · f5 білий пішак · h5 білий пішак · e4 білий слон · b3 біла тура · a2 білий король | g8 білий ферзь · b7 біла тура · d7 чорний слон · f7 білий кінь · g7 білий кінь · c6 чорний пішак · f6 чорний король · c5 білий пішак · e5 чорний пішак · f5 білий пішак · h5 білий пішак · e4 білий слон · b3 біла тура · a2 білий король | g8 білий ферзь · b7 біла тура · d7 чорний слон · f7 білий кінь · g7 білий кінь · c6 чорний пішак · f6 чорний король · c5 білий пішак · e5 чорний пішак · f5 білий пішак · h5 білий пішак · e4 білий слон · b3 біла тура · a2 білий король | g8 білий ферзь · b7 біла тура · d7 чорний слон · f7 білий кінь · g7 білий кінь · c6 чорний пішак · f6 чорний король · c5 білий пішак · e5 чорний пішак · f5 білий пішак · h5 білий пішак · e4 білий слон · b3 біла тура · a2 білий король | g8 білий ферзь · b7 біла тура · d7 чорний слон · f7 білий кінь · g7 білий кінь · c6 чорний пішак · f6 чорний король · c5 білий пішак · e5 чорний пішак · f5 білий пішак · h5 білий пішак · e4 білий слон · b3 біла тура · a2 білий король | g8 білий ферзь · b7 біла тура · d7 чорний слон · f7 білий кінь · g7 білий кінь · c6 чорний пішак · f6 чорний король · c5 білий пішак · e5 чорний пішак · f5 білий пішак · h5 білий пішак · e4 білий слон · b3 біла тура · a2 білий король | g8 білий ферзь · b7 біла тура · d7 чорний слон · f7 білий кінь · g7 білий кінь · c6 чорний пішак · f6 чорний король · c5 білий пішак · e5 чорний пішак · f5 білий пішак · h5 білий пішак · e4 білий слон · b3 біла тура · a2 білий король | g8 білий ферзь · b7 біла тура · d7 чорний слон · f7 білий кінь · g7 білий кінь · c6 чорний пішак · f6 чорний король · c5 білий пішак · e5 чорний пішак · f5 білий пішак · h5 білий пішак · e4 білий слон · b3 біла тура · a2 білий король | 3 |
| 2 | g8 білий ферзь · b7 біла тура · d7 чорний слон · f7 білий кінь · g7 білий кінь · c6 чорний пішак · f6 чорний король · c5 білий пішак · e5 чорний пішак · f5 білий пішак · h5 білий пішак · e4 білий слон · b3 біла тура · a2 білий король | g8 білий ферзь · b7 біла тура · d7 чорний слон · f7 білий кінь · g7 білий кінь · c6 чорний пішак · f6 чорний король · c5 білий пішак · e5 чорний пішак · f5 білий пішак · h5 білий пішак · e4 білий слон · b3 біла тура · a2 білий король | g8 білий ферзь · b7 біла тура · d7 чорний слон · f7 білий кінь · g7 білий кінь · c6 чорний пішак · f6 чорний король · c5 білий пішак · e5 чорний пішак · f5 білий пішак · h5 білий пішак · e4 білий слон · b3 біла тура · a2 білий король | g8 білий ферзь · b7 біла тура · d7 чорний слон · f7 білий кінь · g7 білий кінь · c6 чорний пішак · f6 чорний король · c5 білий пішак · e5 чорний пішак · f5 білий пішак · h5 білий пішак · e4 білий слон · b3 біла тура · a2 білий король | g8 білий ферзь · b7 біла тура · d7 чорний слон · f7 білий кінь · g7 білий кінь · c6 чорний пішак · f6 чорний король · c5 білий пішак · e5 чорний пішак · f5 білий пішак · h5 білий пішак · e4 білий слон · b3 біла тура · a2 білий король | g8 білий ферзь · b7 біла тура · d7 чорний слон · f7 білий кінь · g7 білий кінь · c6 чорний пішак · f6 чорний король · c5 білий пішак · e5 чорний пішак · f5 білий пішак · h5 білий пішак · e4 білий слон · b3 біла тура · a2 білий король | g8 білий ферзь · b7 біла тура · d7 чорний слон · f7 білий кінь · g7 білий кінь · c6 чорний пішак · f6 чорний король · c5 білий пішак · e5 чорний пішак · f5 білий пішак · h5 білий пішак · e4 білий слон · b3 біла тура · a2 білий король | g8 білий ферзь · b7 біла тура · d7 чорний слон · f7 білий кінь · g7 білий кінь · c6 чорний пішак · f6 чорний король · c5 білий пішак · e5 чорний пішак · f5 білий пішак · h5 білий пішак · e4 білий слон · b3 біла тура · a2 білий король | 2 |
| 1 | g8 білий ферзь · b7 біла тура · d7 чорний слон · f7 білий кінь · g7 білий кінь · c6 чорний пішак · f6 чорний король · c5 білий пішак · e5 чорний пішак · f5 білий пішак · h5 білий пішак · e4 білий слон · b3 біла тура · a2 білий король | g8 білий ферзь · b7 біла тура · d7 чорний слон · f7 білий кінь · g7 білий кінь · c6 чорний пішак · f6 чорний король · c5 білий пішак · e5 чорний пішак · f5 білий пішак · h5 білий пішак · e4 білий слон · b3 біла тура · a2 білий король | g8 білий ферзь · b7 біла тура · d7 чорний слон · f7 білий кінь · g7 білий кінь · c6 чорний пішак · f6 чорний король · c5 білий пішак · e5 чорний пішак · f5 білий пішак · h5 білий пішак · e4 білий слон · b3 біла тура · a2 білий король | g8 білий ферзь · b7 біла тура · d7 чорний слон · f7 білий кінь · g7 білий кінь · c6 чорний пішак · f6 чорний король · c5 білий пішак · e5 чорний пішак · f5 білий пішак · h5 білий пішак · e4 білий слон · b3 біла тура · a2 білий король | g8 білий ферзь · b7 біла тура · d7 чорний слон · f7 білий кінь · g7 білий кінь · c6 чорний пішак · f6 чорний король · c5 білий пішак · e5 чорний пішак · f5 білий пішак · h5 білий пішак · e4 білий слон · b3 біла тура · a2 білий король | g8 білий ферзь · b7 біла тура · d7 чорний слон · f7 білий кінь · g7 білий кінь · c6 чорний пішак · f6 чорний король · c5 білий пішак · e5 чорний пішак · f5 білий пішак · h5 білий пішак · e4 білий слон · b3 біла тура · a2 білий король | g8 білий ферзь · b7 біла тура · d7 чорний слон · f7 білий кінь · g7 білий кінь · c6 чорний пішак · f6 чорний король · c5 білий пішак · e5 чорний пішак · f5 білий пішак · h5 білий пішак · e4 білий слон · b3 біла тура · a2 білий король | g8 білий ферзь · b7 біла тура · d7 чорний слон · f7 білий кінь · g7 білий кінь · c6 чорний пішак · f6 чорний король · c5 білий пішак · e5 чорний пішак · f5 білий пішак · h5 білий пішак · e4 білий слон · b3 біла тура · a2 білий король | 1 |
|   | a | b | c | d | e | f | g | h |   |

1. fe6 (e.p.)? A ~ Zz
1. ... Ld~   b 2. Tf3# B
1. ... L:e6! c 2. Se8# C
1. ... Ke7 2. Dd8#
Але проаналізувавши початкову позицію не слід вважати що останній хід білих обов'язково був «е7—е5», тому вступний хід білих — взяття на проході (е.р.) не доведено. Тому правильне рішення:
1. Tf3! B ~ Zz
1. ... Ld~   b 2. Se8# C
 1. ... Le6+ c 2. fe6# A
- — - — - — -
1. ... Ke7 2. f6#
1. ... L:f5 2. T:f5#